# Hippodamia quinquesignata
Hippodamia quinquesignata är en skalbaggsart som först beskrevs av Kirby 1837.  Hippodamia quinquesignata ingår i släktet Hippodamia och familjen nyckelpigor.

## Underarter
Arten delas in i följande underarter:
- H. q. quinquesignata
- H. q. punctulata
- H. q. ambigua

## Bildgalleri

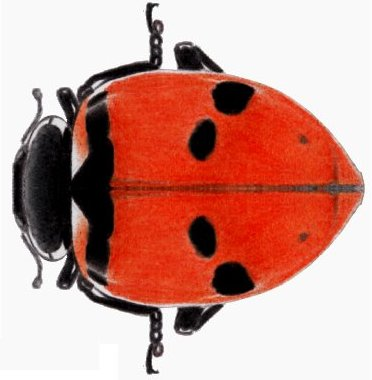